# تشهارراه غشين (كوهمرة خامي)
تشهارراه غشين (بالفارسية: چهارراه گشین) هي قرية تقع في إيران في قسم كوهمرة خامي الريفي. يقدر عدد سكانها بـ 43 نسمة بحسب إحصاء 2016.